# Susanne Specht
Susanne Specht (* 1958 in Saarbrücken) ist eine deutsche Bildhauerin.

## Leben und Werk
Specht studierte von 1980 bis 1986 Bildhauerei bei Michael Schoenholtz an der Hochschule der Künste Berlin. Sie erhielt das Nachwuchsförderstipendium Nafög und lebte im Rahmen eines DAAD-Studienaufenthalt von 1986 bis 1988 in der Bretagne. 1987 gewann sie den Kunstpreis Zweibrücken und erhielt 1989–1991 nacheinander ein Atelierstipendium der Karl-Hofer-Gesellschaft, ein Stipendium des Senats von Berlin und ein Stipendium der Eurocréation in Niort (Frankreich). 1992 war sie Mitbegründerin der Ateliergemeinschaft Töpchin gemeinsam mit Azade Köker, Ralf Sander, Yoshimi Hashimoto, Andreas Theurer und anderen bildenden Künstlern. 1994 bis 2000 war sie Dozentin an der Universität der Künste Berlin und leitete dort das Grundlagenstudium Bildhauerei. 2003 lehrte sie am Archäologischen Institut der Universität Würzburg. 2008 wurde sie zur Professorin für Gestaltungslehre und dreidimensionales Gestalten an der Hochschule Niederrhein in Krefeld berufen. Seit 2013 ist Specht Kuratoriumsmitglied der Willms Neuhaus Stiftung – Zufall und Gestaltung.
Susanne Specht arbeitete vor allem in Stein, insbesondere Eklogit und Granit. Seit 2005 fertigt sie Arbeiten aus Beton und anderen Materialien.
Ihre Werke finden sich im öffentlichen Raum, in Skulpturengärten sowie in Museen.

## Werke im öffentlichen Raum
- 1985 Bergstein, Larvik (Norwegen)
- 1995 Drei Tore, Hageberg (Wolfsburg)
- 1996 Tempel, Skulpturenpark Heidelberg
- 1998 Quelle, Skulpturenpfad Saarweg, Merzig
- 1988–2000 Fluß-Station (3-teilig; Granit), Tiergarten-Dreieck in der Corneliusstraße, Berlin, bestehend aus Wasserstein (1988), Quellstein (2000) und Wassertor (2000)[4]
- 1998: Intermundien, in Berlin-Schöneberg vor dem Auguste-Viktoria-Krankenhaus, Rubensstraße 125
- 2000 Fluss-Stationen (3-teilig), Berlin-Tiergarten
- 2001 Zwei Wellen (2-teilig), Steine am Fluss an der OberMosel
- 2002 Silentium, Nuthepark, Potsdam
- 2003 Mütter, Syker Vorwerk – Zentrum für zeitgenössische Kunst, Syke, 2009 abgebaut
- 2006 Lange Bank (5-teilige rot eingefärbte Betonskulptur), Bürgerpark Pankow, Berlin
- 2007 Lights to the sea, Bodrum (Türkei)
- 2009 Cass Sculpture Foundation (UK)
- 2020 Mäander, Berlin-Marzahn[5]

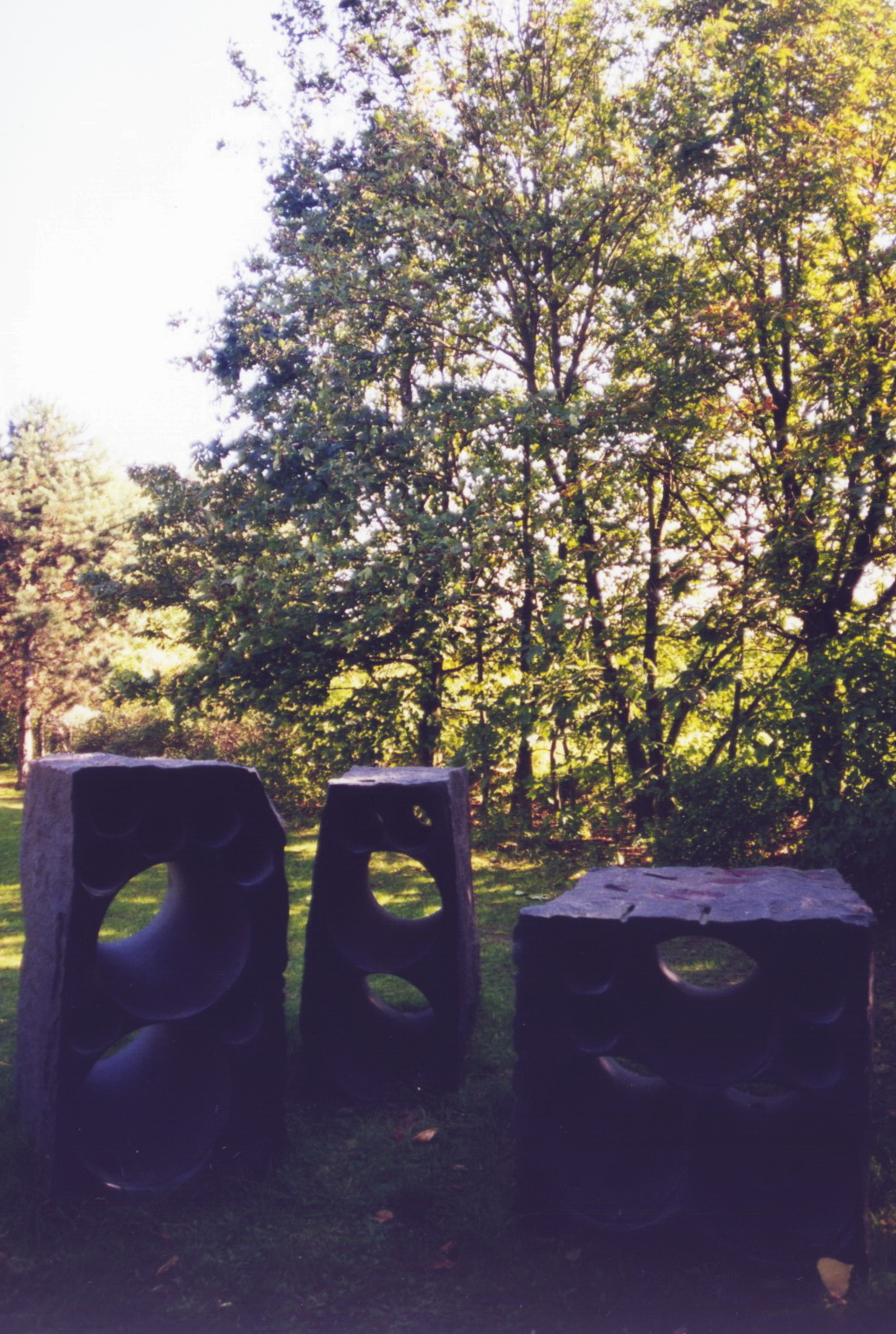
"Intermundiensteine" (1998) (99Standpunkte, Langenhagen 2000)
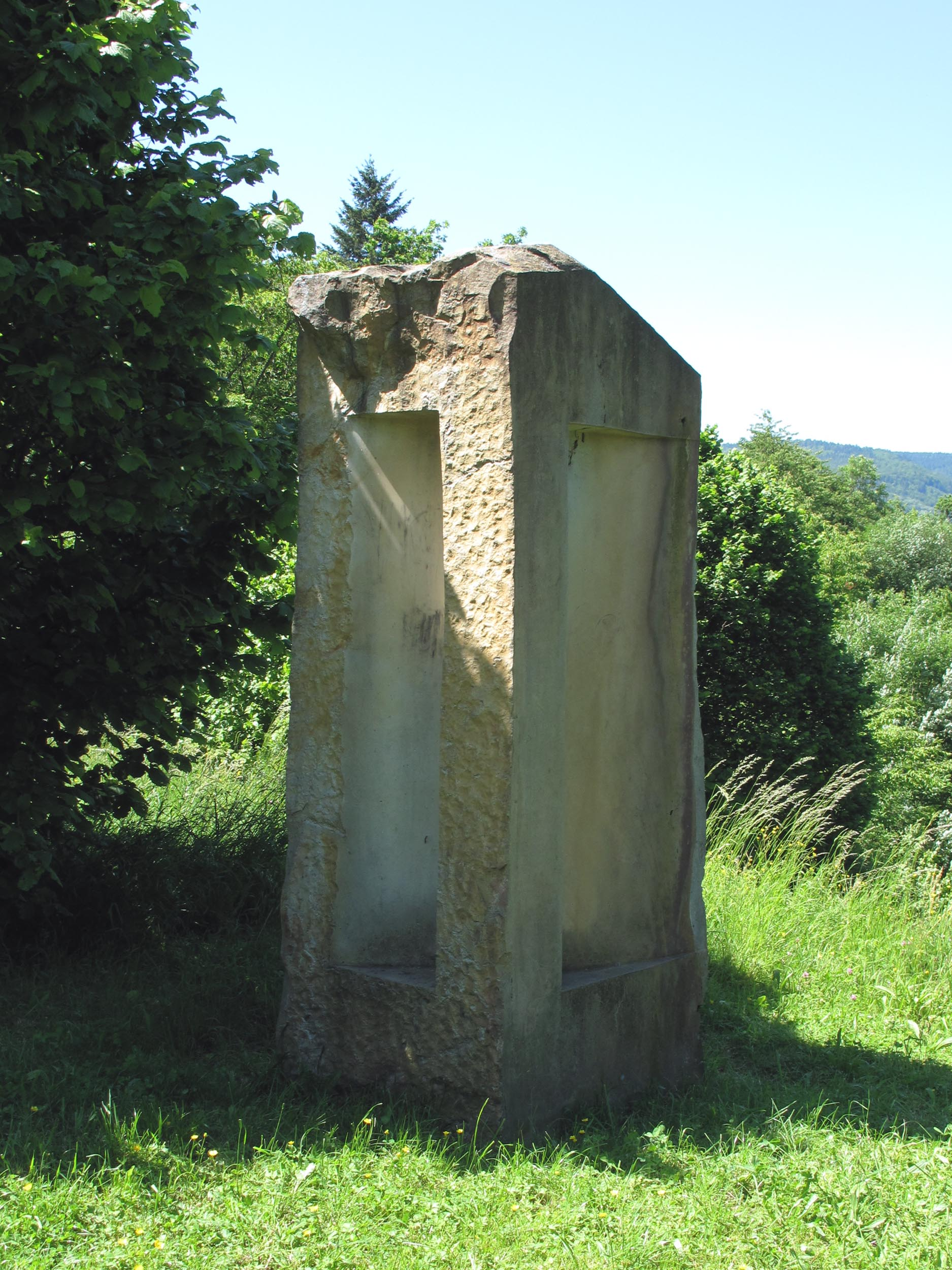
"Tempel" (1996) (Skulpturenpark Heidelberg)
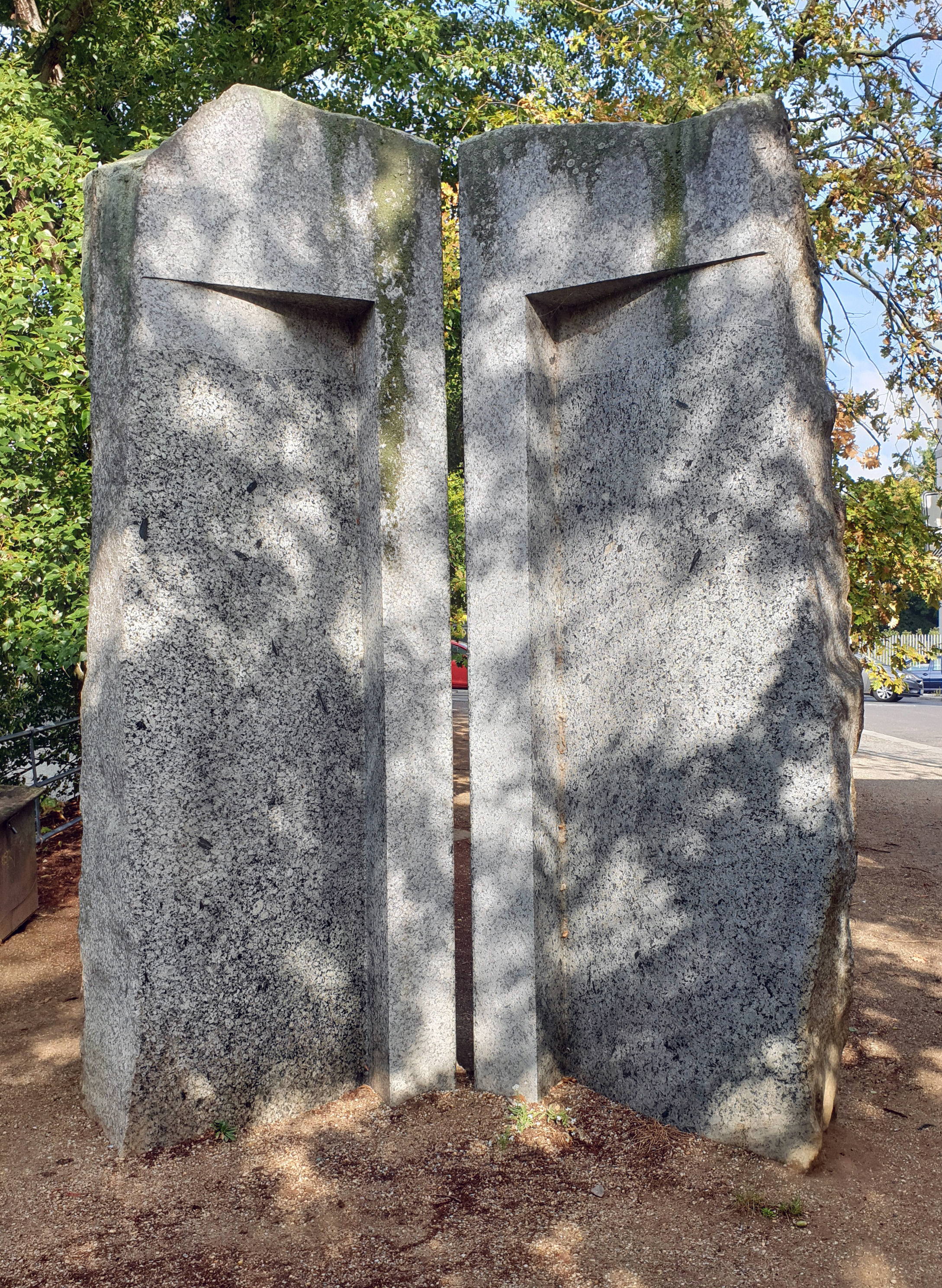
"Wassertor" (2000), Berlin-Tiergarten
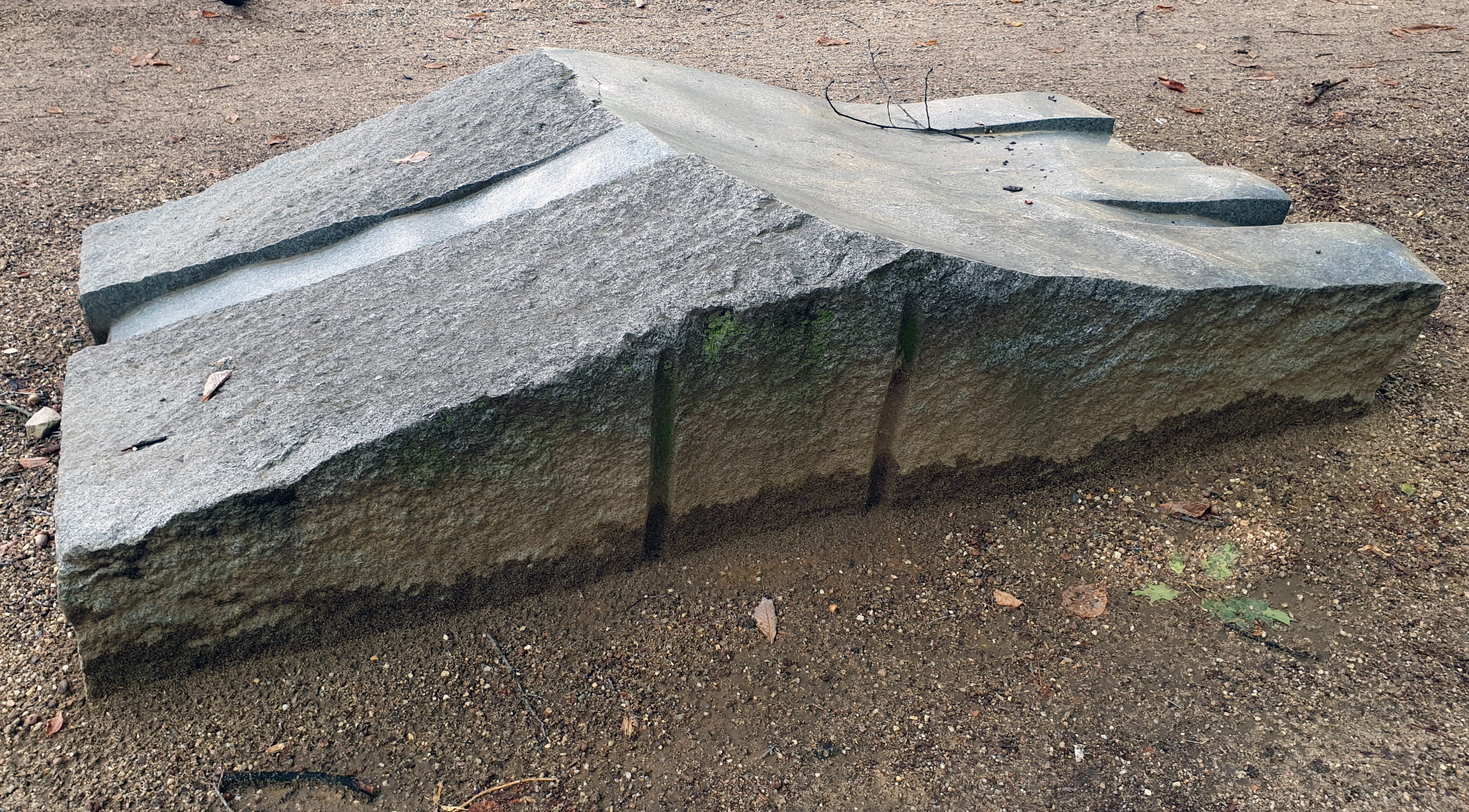
"Wasserstein" (2000), Berlin-Tiergarten
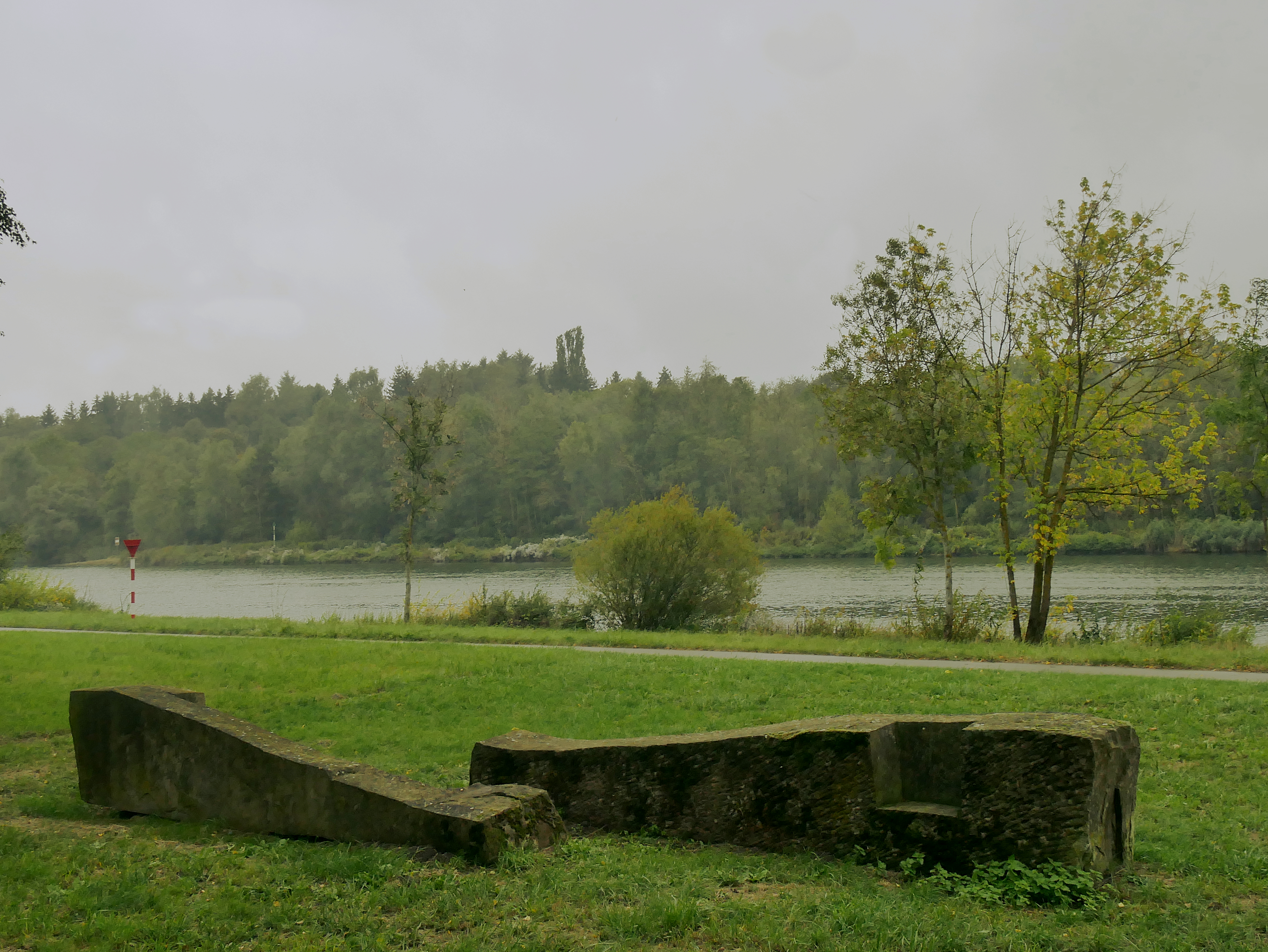
"Zwei Wellen" (2001), im Hintergrund die Mosel
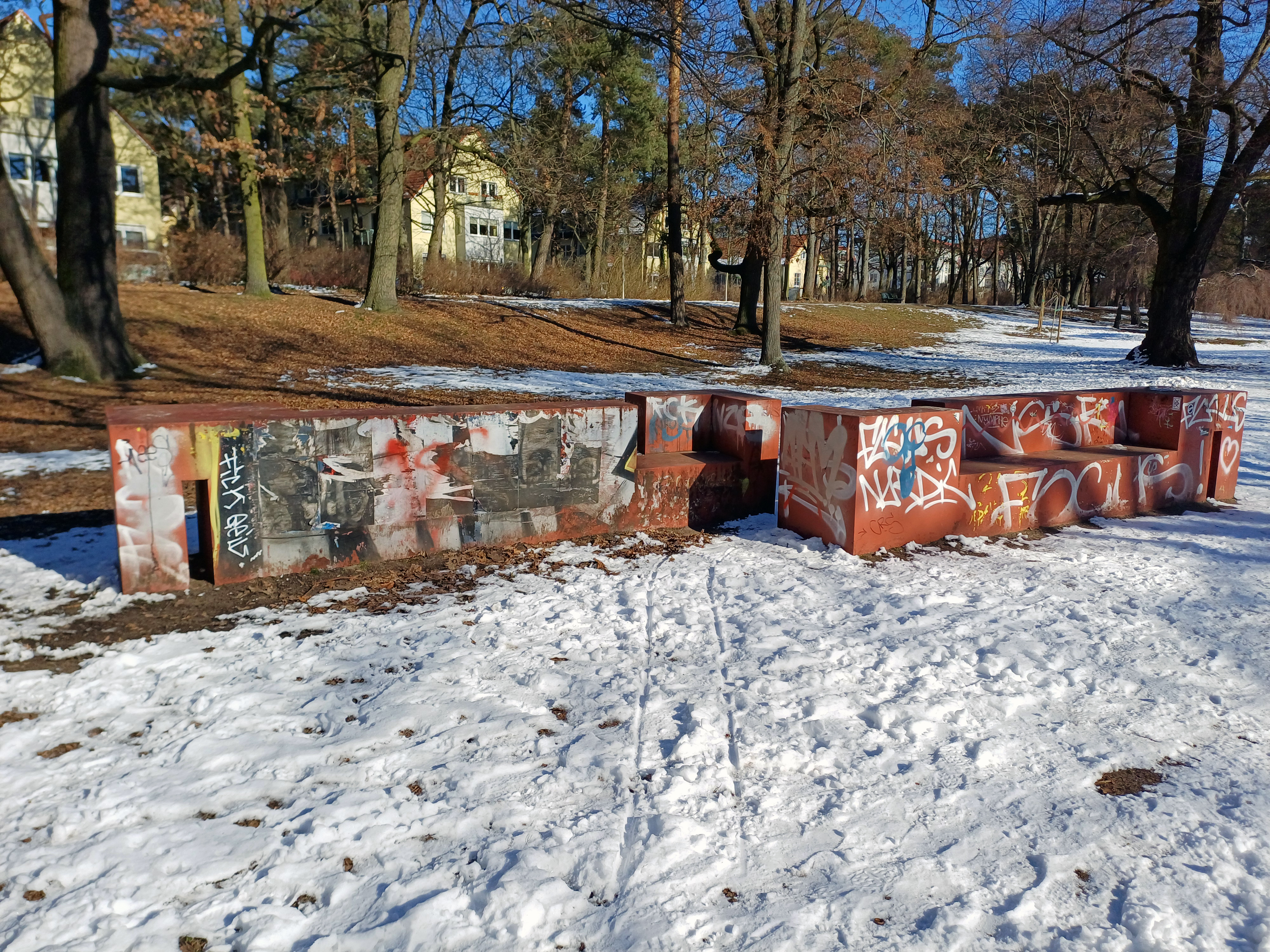
"Lange Bank" (2006), Berlin-Niederschönhausen
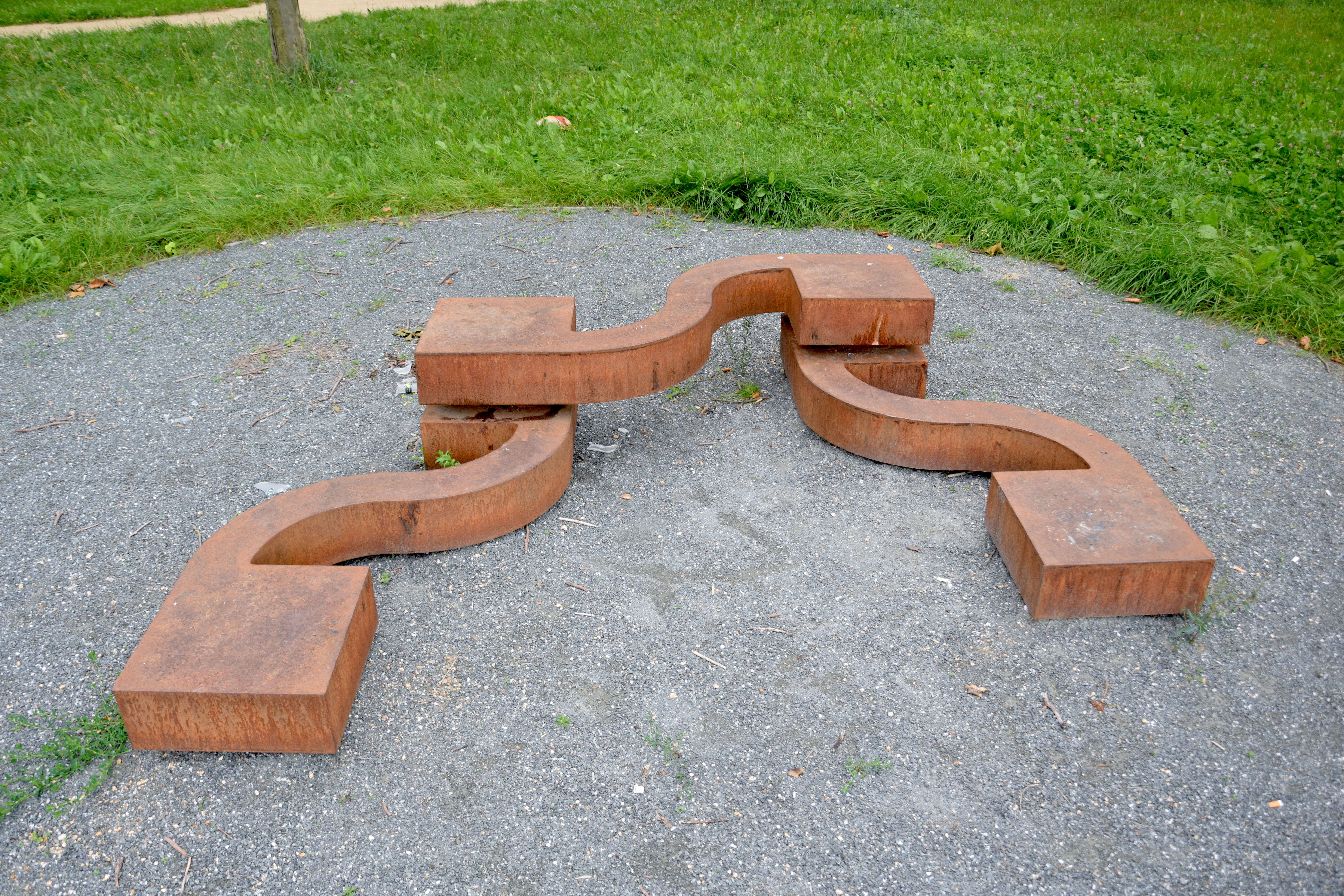
"Mäander" (2020), Berlin-Marzahn